# Bouttencourt

Bouttencourt este o comună în departamentul Somme, Franța. În 1 ianuarie 2022 avea o populație de 929 de locuitori.